# Stadtwerke Konstanz

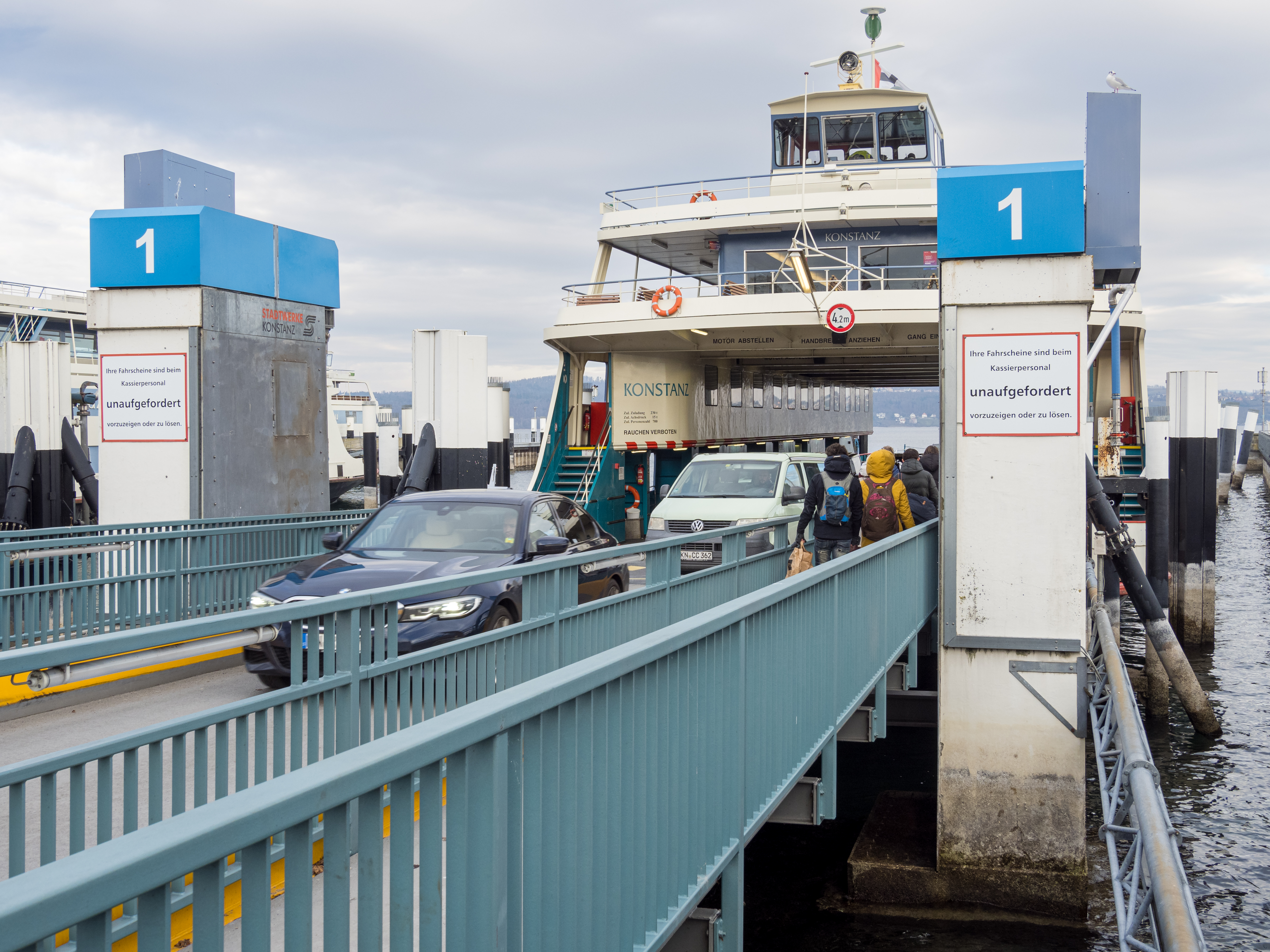
Fähre Staad (Konstanz) - Meersburg

Die Stadtwerke Konstanz GmbH (SWK) ist eine Unternehmensgruppe im Eigentum der Stadt Konstanz im Landkreis Konstanz in Baden-Württemberg. Zum Kerngeschäft der Stadtwerke Konstanz GmbH gehört von Anbeginn die Gas-, Trinkwasser- und Stromversorgung. Später kam die Beförderung von Personen im Stadtbusverkehr (ÖPNV) und die Fährverbindung Konstanz-Meersburg, 2003 durch den Kauf der Bodensee-Schiffsbetriebe GmbH (BSB) der Schiffsverkehr auf dem Bodensee (Weiße Flotte) und die Fährverbindung Friedrichshafen–Romanshorn dazu. Die Stadtwerke Konstanz sind auch als Telekommunikationsanbieter tätig und bauen das Glasfasernetz in Konstanz aus. Die Gesellschaft ist eines der größten Energieversorgungs-, Verkehrs- und Touristikunternehmen in der Bodenseeregion.
Die Stadtwerke Konstanz GmbH ist eine Gründung aus dem Jahr 2000. Bis zu diesem Zeitpunkt waren sie noch ein Eigenbetrieb der Stadt Konstanz. Im August 2000 wurde der Eigenbetrieb Stadtwerke Konstanz aus der städtischen Regie ausgegliedert und in die Rechtsform der GmbH überführt. Das Stammkapital der Gesellschaft beträgt drei Millionen Euro, die durch eine Stammeinlage der Stadt Konstanz übernommen wurde.
Darüber hinaus ist der Betrieb von Bädern im kommunalen Verflechtungsgebiet der Stadt Konstanz Gegenstand des Unternehmens. Die Gesellschaft verfolgt öffentliche Zwecke im Sinne der Gemeindeordnung Baden-Württemberg. Des Weiteren werden Kultur, Sport, Umweltschutz, Jugend und Soziales in der Region von den Stadtwerken unterstützt und gefördert.

## Geschichte
Am 31. Oktober 1861 wurde das Konstanzer Gaswerk in Betrieb genommen. Anfangs wurde das Gas aus Kohle erzeugt, danach aus flüssigen Einsatzstoffen wie z. B. Butan. Am 21. März 1905 wurde das Seewasserwerk in Betrieb genommen. Ab dem 9. April 1908 lieferte das städtische Elektrizitätswerk erstmals Strom in die Stadt: Bereits am 16. Mai selben Jahres führte man die elektrische Straßenbeleuchtung ein.
Ab August 1919 war der SPD-Politiker Fritz Arnold (1883–1950) zweiter Bürgermeister von Konstanz und damit für Technik, Energie und Verkehr der Stadt verantwortlich. Als Leiter der „Technischen Werke Konstanz“ gelang ihm damit auch ein umfassender Ausbau der Energieversorgung und der Verkehrsbetriebe: So wurden in seiner Amtszeit 1924 ein 10.000 m³ fassender Teleskop-Gasbehälter, am 4. September 1929 ein Kammerofen (nicht nur für Konstanz, sondern über die Stadtgrenzen und den Schweizer Unterseegemeinden hinaus bis Stein am Rhein) und am 1. August 1931 ein imposanter Wasserturm (mit angebauter Jugendherberge) in Konstanz-Allmannsdorf errichtet, der die Wasserversorgung von Konstanz endgültig sicherte. Kam bereits 1914 die Idee auf, die Stadt Konstanz über den Bodensee hinweg mit Meersburg zu verbinden, begannen 1924 die Planungen für eine Fährverbindung über den Bodensee, die in das erste städtische „Kraftwagen-Fährschiff“ mündeten. Dieses auf den Namen Konstanz getaufte Schiff nahm am 30. September 1928 den fahrplanmäßigen Verkehr nach Meersburg auf; am 1. Juni 1930 ging das zweite Fährschiff in Betrieb. Ein Jahr zuvor wurde am 5. März 1927 der städtische Kraftwagenbetrieb Konstanz-Staad eröffnet. Mit dem Ausbau des städtischen Omnibusnetzes reichte das Netz über die Stadtgrenzen hinaus bis Kreuzlingen und bis zur Insel Mainau – die roten Busse wurden im Volksmund bald „Roter Arnold“ genannt.
1965 war für die Stadtwerke ein Jahr der Erneuerung. An der Max-Stromeyer-Straße entstand das heutige Verwaltungsgebäude. 1979 erhielt die Stadt Konstanz Anschluss an das europäische Erdgasnetz, die Spaltgasanlage der Stadtwerke wurde verschrottet. In den 1980er und 1990er Jahren übernahmen die Stadtwerke die Stromversorgung der eingemeindeten Stadtteile. Mit weitgreifenden Modernisierungsmaßnahmen und dem stetigen Ausbau des innerstädtischen Netzes begegneten die Stadtwerke der Liberalisierung des Strommarktes 1998.
Im August 2000 wurde der Eigenbetrieb Stadtwerke Konstanz aus der städtischen Regie ausgegliedert und in die Rechtsform der GmbH überführt und im Dezember 2000 ein Strommuseum eröffnet. Im selben Jahr wurden das Umspannwerk Ergatshausen und die Übergabestation in Wollmatingen erneuert, 2005 das Umspannwerk Tägerwilen. Das neue Stadtwerke-Kundenzentrum „Energiewürfel“ wurde im Juli 2011 in der Max-Stromeyer-Straße eröffnet.
Am 15. Mai 2003 wurden die „BSB GmbH“ von der Deutschen Bahn AG erworben und als 100-prozentige Tochtergesellschaften Bodensee-Schiffsbetriebe GmbH (BSB) und Bodensee-Hafen-Gesellschaft mbH (BHG) in die Unternehmensgruppe integriert. Am 1. Juli 2003 wurde auf Beschluss des Konstanzer Gemeinderates die Bädergesellschaft Konstanz mbH (BGK) als Nachfolgerin des Sport- und Bäderamtes gegründet. Die BGK trägt die Verantwortung für den Betrieb der Bodensee-Therme Konstanz, der beiden Hallenbäder (Schwaketenbad und Hallenbad am Seerhein) und der fünf Strandbäder (Rheinstrandbad, Strandbad Dingelsdorf, Strandbad Horn, Strandbad Litzelstetten und Strandbad Wallhausen). Durch diese Integrationen gehört die Unternehmensgruppe seit 2003 zu den größten Touristikanbietern in der Region.
Seit 1998 halten die Stadtwerke Konstanz mit der Katamaran-Reederei Bodensee GmbH & Co. KG eine 50-prozentige Beteiligung im Bereich Bootsbau im Konzern. Die gemeinsame Tochtergesellschaft der Technischen Werke Friedrichshafen GmbH (TWF) und der Stadtwerke Konstanz GmbH betreibt seit Juli 2005 eine direkte Schiffsverbindung auf dem Bodensee. Zwischen den beiden größten Bodenseestädten Friedrichshafen und Konstanz verkehren die Schiffe das ganze Jahr über im Stundentakt. Sie verfügt über drei Katamarane mit den Namen Constanze und Fridolin sowie Ferdinand, die bei der Bodan-Werft in Kressbronn gebaut wurden. Neben dem Linienverkehr wird vor allem „Ferdinand“ auch im Charter- und Ausflugsverkehr eingesetzt.

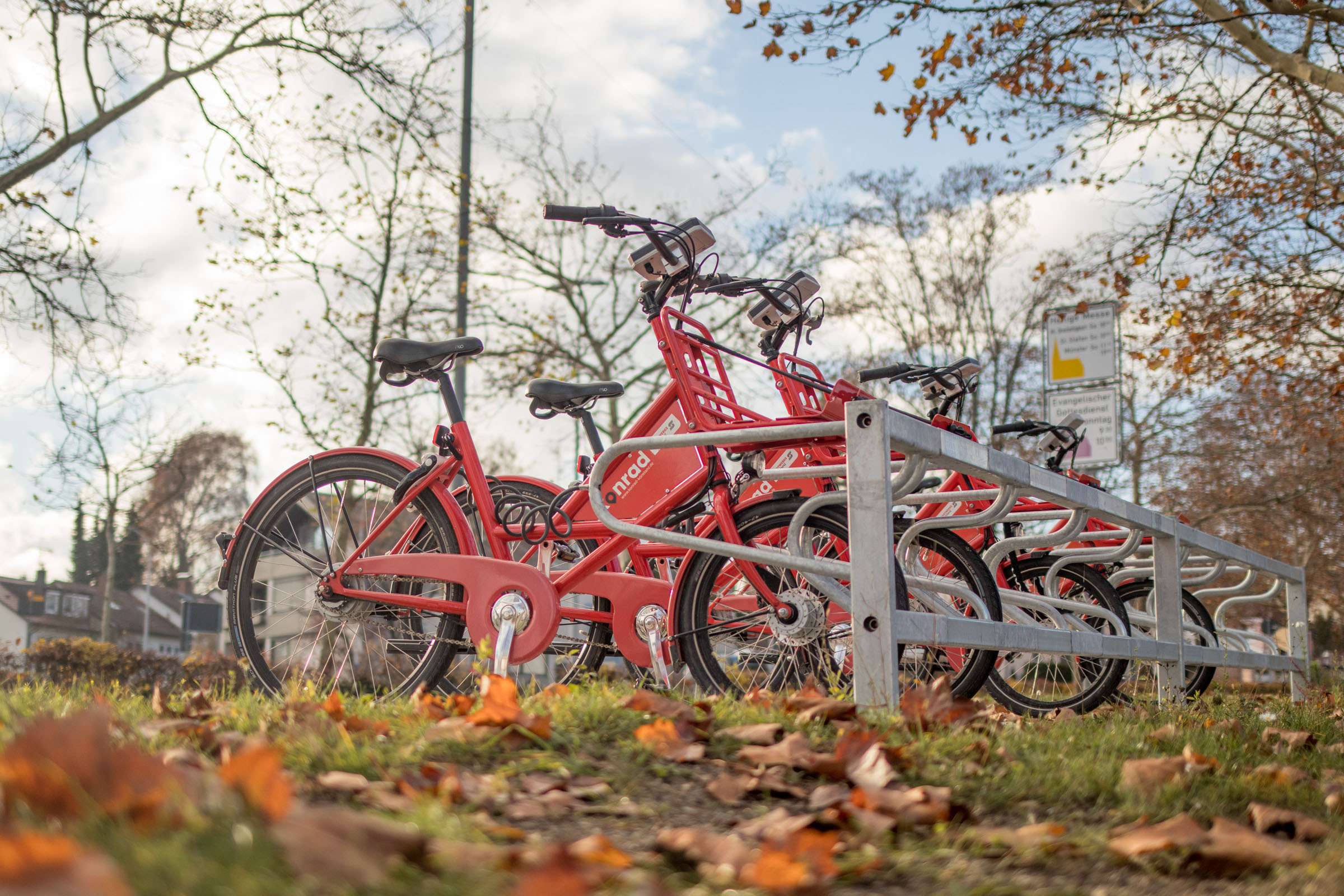
KONRad Leihfahrräder der Stadtwerke Konstanz

Seit 2018 betreiben die Stadtwerke Konstanz ein Verleihsystem für Fahrräder (KONRad) und Lastenräder (TINK) mit 36 Stationen im Stadtgebiet.
Im Jahr 2022 wurde mit der Stadtwerke Konstanz Mobil GmbH (KMG) eine weitere Tochtergesellschaft gegründet, zu der das Fahrradmietsystem und das neue Geschäftsfeld Parken gehören. Im Jahr 2024 begann die KMG mit dem Bau eines Parkhauses an der Europabrücke. Für den direkt daneben gelegenen Fernbusbahnhof, der 2024 in Betrieb genommen wurde, übernehmen die Stadtwerke Konstanz zudem die Betriebsführung.

## Beteiligungen und Tochtergesellschaften
- Bodensee-Schiffsbetriebe GmbH (BSB)[A 7]
- Bodensee-Hafen-Gesellschaft mbH (BHG)[A 8]
- Bädergesellschaft Konstanz mbH (BGK)[A 9]
- Stadtwerke Konstanz Mobil GmbH (KMG)[A 10]
- Katamaran-Reederei Bodensee GmbH & Co. KG[A 11]
- Katamaran-Reederei Bodensee VerwaltungsGmbH[A 12]
- Verkehrsunternehmen Hegau-Bodensee Verbund GmbH (VHB)[A 13]
- GVO Gashandelsgesellschaft mbH[A 14]
- Energieagentur Kreis Konstanz gGmbH[A 15]
- Südwestdeutsche Stromhandels GmbH[A 16]
- Solarcomplex AG[A 17]
- Klimaschutz- und Energieagentur Baden-Württemberg GmbH (KEA)[A 18]
- SüdWestStrom Windpark Suckow GmbH & Co.KG[10]

## Produkte

### Energie
Bereits seit dem Jahr 1908 werden die Bewohner von Konstanz von den Stadtwerken mit Strom versorgt. Neben dem Stadtgebiet werden die Vororte sowie die Insel Mainau beliefert. Seit der Liberalisierung auf dem Strommarkt fungieren die Stadtwerke Konstanz auch als deutschlandweiter Anbieter. Der Konstanzer Strom kommt vom Schweizer Energiehandelsunternehmen AXPO und vom deutschen Großhandelsmarkt. In Eigenerzeugung wird Strom aus einem Deponiekraftwerk und aus einem Photovoltaik-Kraftwerk erzeugt und in das städtische Netz eingespeist.
Ab 1861 versorgten die Stadtwerke Konstanz die Stadt am Bodensee mit Gas, zuerst mit Stadtgas und Butangas, seit 1979 mit Erdgas. In diesem Jahr wurde Konstanz an das europäische Erdgasnetz angeschlossen. Eine eigene Flüssiggas-Mischanlage garantiert jederzeit die erforderlichen Kapazitäten für die Gasbelieferung. Aus einer Beteiligung beziehen die Stadtwerke Biogas, das in einem Biogas-Erdgas-Gemisch ebenfalls an die Haushalte geliefert wird. Kreuzlingen bezieht seit 1869, auch während des Ersten Weltkriegs, und nur unterbrochen von 1937–1982, Gas aus Konstanz. Es besteht ein Vertrag zwischen den Stadtwerken Konstanz und den Technischen Betrieben Kreuzlingen (TBK).
Die Stadtwerke Konstanz betreiben über 165 Heizzentralen für die Belieferung ihrer Kunden mit Fernwärme. Brennwertkessel und regenerative Energieträger, Kälteanlagen und Blockheizkraftwerke liefern die nötige Energie. Die Versorgungsnetze der Stadtwerke Konstanz werden bedarfsgerecht erweitert und regelmäßig gewartet. Hierbei werden auch die Anforderungen berücksichtigt, die sich aufgrund des Stromzukaufs aus der Schweiz und der Belieferung von Schweizer Kunden mit Erdgas ergibt.
Zudem betreiben die Stadtwerke Konstanz mehr als 115 Solaranlagen.
Die Stadtwerke Konstanz sind bei der Digitalisierung ihrer Netzinfrastruktur, wie viele andere kleine Stadtwerke in Deutschland, wenig fortgeschritten. Zum Ende des 1. Quartal 2025 (Stand April 2025) beträgt die Ausstattungsquote mit einem intelligenten Messsystem (iMSys) im Netzgebiet der Stadtwerke Konstanz (ca. 56000 Niederspannungs-Anschlusspunkte) nur 0,26 %, d. h. einige dutzend Systeme. Dies ist erheblich weniger als der vorgeschriebene Pflichtausbau, und deutlich weniger als im deutschlandweiten Vergleich (15,1 % aller Pflichteinbaufälle) bzw. bei Stadtwerken vergleichbarer Größe (dort 7,5 % der Pflichteinbaufälle).
Weitere Beteiligungen haben die Stadtwerke Konstanz unter anderem im Bereich Biogas, Gas- und Stromhandel und Klimaschutz.
Neben den regionalen Angeboten vertreiben die Stadtwerke Konstanz seit 2012 bundesweit „grünen“ Strom unter der Marke Enspire Energie.
In mehreren Konstanzer Stadtteilen werden die Stadtwerke Wärmenetze errichten. Erneuerbare Wärme soll dabei unter anderem aus Bodenseewasser und Abwasser der Konstanzer Kläranlage gewonnen werden. Im Mai 2025 wurde hierzu die Gründung eines Joint Ventures vom Gemeinderat genehmigt, die als ein erstes solches Netz die Errichtung und den Betrieb eines Wärmeverbundes Bodenseetherme zum Ziel hat. Im Gegensatz zu ursprünglichen Planungen, das Wärmenetz vollständig mittels erneuerbarer Wärme zu betreiben, ist nun ein bivalenter Betrieb mit bis zu 25 % Erdgas aus fossilen Quellen vorgesehen und entsprechenden Zertifikatskosten nach ETS-2.

### Trinkwasser
Die Stadtwerke Konstanz beliefern Konstanz und seine Vororte, Reichenau und die Insel Mainau mit Trinkwasser aus dem Seekraftwerk Konstanz. Bereits seit 1905 stammt das Wasser aus dem Bodensee. 1967 kam eine Trinkwasseraufbereitungsanlage dazu. Durch die gute Qualität des Wassers ist lediglich eine mechanische Filterung und eine Desinfektion über eine Ozonanlage nötig, um aus dem Wasser aus dem Überlinger See bestes Trinkwasser für die Konstanzer zu erhalten.

### Telekommunikation
Die Stadtwerke Konstanz bauen das Glasfasernetz in Konstanz aus. Seit 2013 ist beispielsweise das Industriegebiet komplett mit Glasfaser erschlossen. Als Telekommunikationsanbieter umfasst die Angebotspalette der Stadtwerke Konstanz Internet, Fernsehen, IPTV, Radio und Telefonie. Zudem baut das Unternehmen das kostenlose und öffentliche KonstanzWLAN an ausgewählten Standorten auf.

### Mobilität

#### Busbetrieb

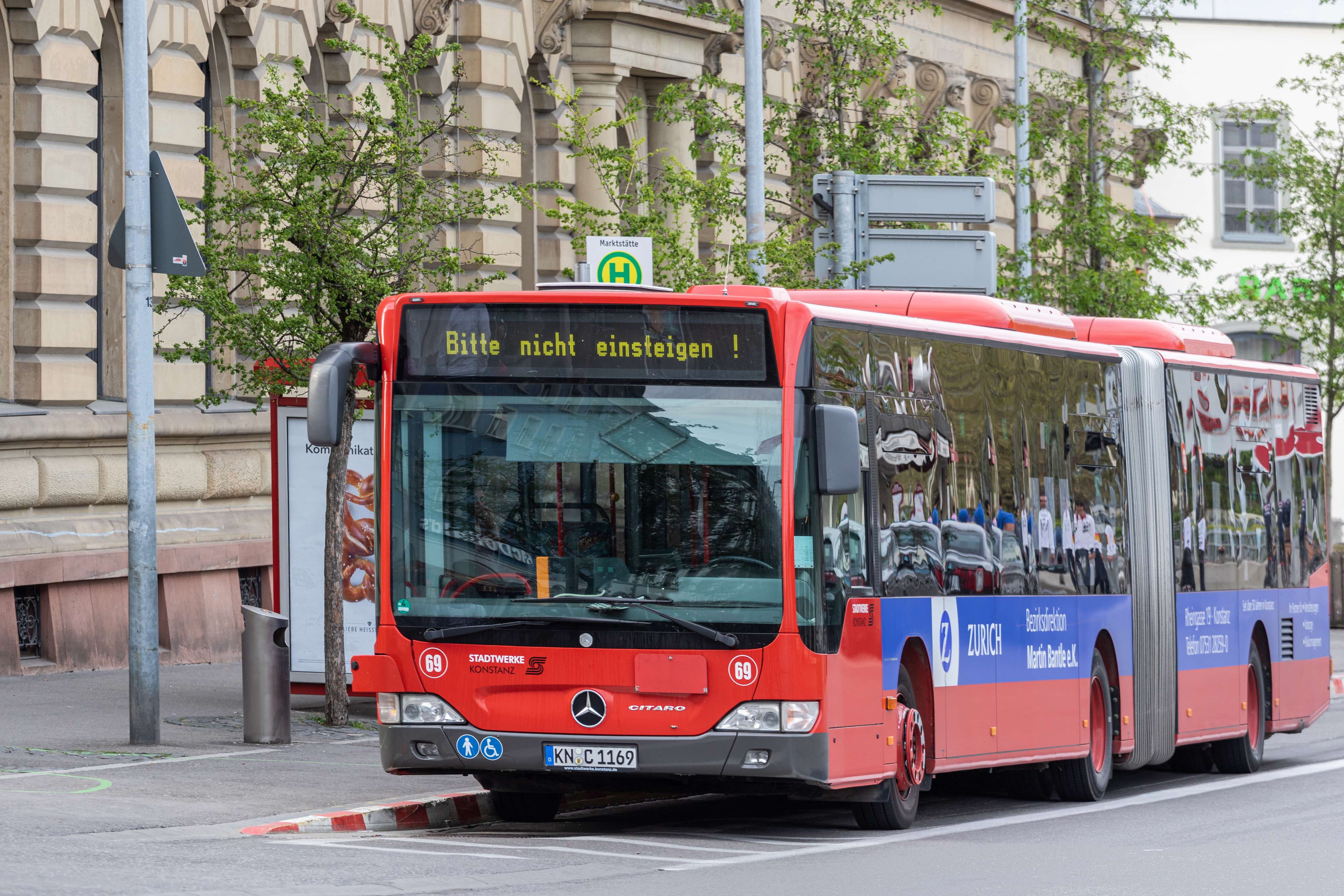
Gelenkbus der Stadtwerke Konstanz

Am 5. März 1927 nahmen die beiden ersten Busse der neugegründeten „Stadtomnibuslinie“ den Betrieb auf zwei Linien auf. Zurückzuführen ist diese Entwicklung auf die Initiative von dem damaligen amtierenden sozialdemokratischen Bürgermeister und Leiter der Technischen Werke Fritz Arnold, der die Verwirklichung eines Stadt- und Verkehrsentwicklungsprogramms als eine kommunalpolitische Hauptaufgabe betrachtete. Der Straßenbau, die Einrichtung der Fährverbindung (1928) zwischen Konstanz und Meersburg und die Gründung des städtischen Omnibusbetriebes waren die drei entscheidenden verkehrspolitischen Weichenstellungen, um neue Kunden und Touristen zu gewinnen, Güter zu transportieren und somit die Stellung von der Stadt Konstanz in der Region zu sichern. 2025 bedient der Omnibusbetrieb 13 Linien (1, 2, 3, 4/13, 13/4, 5, 6, 9AB, 11, 12, 14, 15, N) und im Jahr 2024 wurden etwa 12,91 Millionen Fahrgäste befördert.
Die Stadtwerke Konstanz sind neben dem Landkreis Konstanz und sieben anderen Verkehrsunternehmen Verbundpartner im Verkehrsverbund Hegau-Bodensee (VHB), der seit 1996 den öffentlichen Personennahverkehr mit Bus und Bahn im Landkreis Konstanz koordiniert. Im Gegensatz zu vielen anderen Städten gibt es an den Bushaltestellen der Stadtwerke Konstanz praktisch keine digitalen Anzeigetafeln und in regulären Apps werden nur Sollfahrplandaten und keine Echtzeit-Informationen bereitgestellt.

#### Fährbetrieb Konstanz-Meersburg
Die Stadtwerke Konstanz GmbH hat 1928 auf der 4,8 km langen Strecke zwischen Konstanz und Meersburg eine Auto- und Personenfähre über den Bodensee eingerichtet. Da diese Fährlinie im Zuge der Bundesstraße 33 verläuft, trägt sie auch den Titel „Schwimmende Brücke“. Jährlich überqueren die sechs Fährschiffe über 61.000 mal den Bodensee und beförderten im Jahr 2023 3,94 Mio. Fahrgäste und 1,21 Mio. PKWs.

#### Wasserbus
Im Juni 2025 wurde die Einrichtung des Probebetriebes eines Wasserbusses vom Fernbusbahnhof Europabrücke zum Konstanzer Hafen ab 2026 beschlossen.
Dieser soll die Park- und Stausituation in der Altstadt durch eine Verlagerung des Parkraumes hin zum 2025 neu gebauten Parkhaus Europabrücke abmildern. Ursprüngliche Planungen zu einem batterieelektrischen Schiffsbetrieb wurden vom Gemeinderat abgelehnt, so dass nun ein rein per Diesel betriebenes Schiff eingesetzt werden soll. Die Durchführung wird dabei bei der Tochter Stadtwerke Konstanz Mobil GmbH liegen, im Gegensatz zu den restlichen Fähr- und Ausflugsschifffahrten, die durch die Tochter BSB betrieben werden. Entgegen früheren Planungen und vergleichbaren Angeboten in Städten wie Kopenhagen (Københavns Havnebusser) oder Hamburg (im Rahmen des ÖPNV-Tarifs des Hamburger Verkehrsverbund (HVV), betrieben durch die HADAG etwa durch die HADAG-Typ 2030), richtet sich der Wasserbusbetrieb nach Aussage des Baubürgermeisters Karl Langensteiner-Schönborn primär an Touristen und Gäste. So wird der Wasserbus nach dem Beschluss des Gemeinderates nur Freitags bis Sonntags zwischen 10:15 und 20:40 verkehren und gilt als reine Ausflugsschifffahrt. Dies führt zu einer entsprechend geringen Taktung von 40 Minuten und dementsprechend werden auch Verbund- oder ÖPNV-Abos wie das Deutschlandticket nicht anerkannt. Als Tarif wird ein Einheitstarif mit Einzelfahrten in Höhe von 4,65 € eingeführt. Um die Wartezeiten für die Gäste zu überbrücken, wird stattdessen an der Anlegestelle ein Kiosk mit Sitzgelegenheiten in Betrieb genommen. Aufgrund der Konstruktion der Landungsstege mit manuell bedienten Gangways ist ein Zweipersonen-Betrieb des Schiffes notwendig, mit, für einen Pendelbetrieb, langen Anlegezeiten von bis zu 10 Minuten. Die städtische Verwaltung rechnet mit einer Auslastung von im Schnitt 40 % (24 Personen) und einem jährlichen Defizit von bis zu 310.000 €.